# Hans-Jürgen Wirth

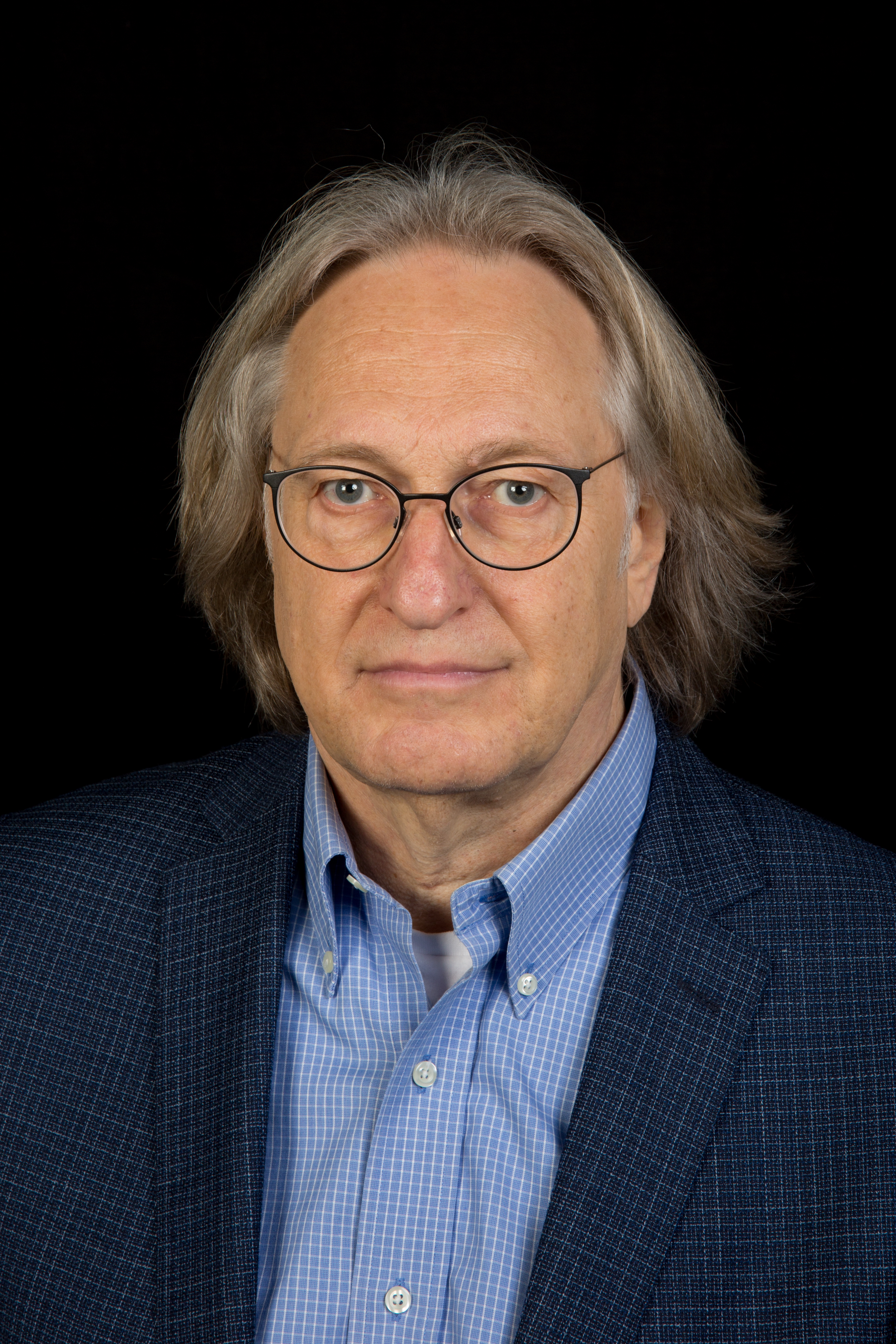
Auf der Frankfurter Buchmesse 2017

Hans-Jürgen Wirth (* 15. Februar 1951 in Frankfurt am Main) ist ein deutscher Psychoanalytiker, psychologischer Psychotherapeut und Verleger des Psychosozial-Verlages. Er ist außerplanmäßiger Professor am Institut für Soziologie im Fachbereich Gesellschaftswissenschaften der Goethe-Universität Frankfurt und vertritt das Fachgebiet „Soziologie und Sozialpsychologie mit dem Schwerpunkt Empirische Bildungsforschung“.

## Leben
Wirth studierte Psychologie und Soziologie in Gießen und war von 1976 bis 1992 Hochschulassistent und Wissenschaftlicher Mitarbeiter am „Zentrum für Psychosomatische Medizin“ der Universität Gießen bei Horst-Eberhard Richter. 1985 erfolgte die Promotion zum Dr. rer. soc. am Fachbereich Gesellschaftswissenschaften der Justus-Liebig-Universität Gießen und 1997 die Habilitation am Fachbereich 11 (Human- und Gesundheitswissenschaften) der Universität Bremen.
Wirth ist Gründer und Verleger des Psychosozial-Verlages und des Verlages Haland & Wirth, zusammen mit Trin Haland-Wirth. Mit den Verlagsgründungen verfolgte Wirth das Ziel, Publikationen aus den verschiedenen psychologischen und soziologischen Disziplinen unter einem Dach zu verlegen und dadurch den interdisziplinären Dialog anzuregen. Er ist Herausgeber der Buchreihe Bibliothek der Psychoanalyse und Mitherausgeber der Buchreihe Psyche und Gesellschaft, zusammen mit Johann August Schülein, in Wien. Der Dozent am „Institut für Psychoanalyse und Psychotherapie Gießen e. V.“ und in der „Sektion Paar-, Familien- und Sozialtherapie“ dieses Instituts ist auch Mitherausgeber der Zeitschrift psychosozial. Als Redaktionsmitglied arbeitete er bei der Zeitschrift Pro familia magazin von 1996 bis 2002. Wirth war Mitbegründer und Redaktionsmitglied der Zeitschrift Psychoanalytische Familientherapie. Er betreibt eine eigene psychoanalytische Praxis in Gießen.

## Medienbeiträge
In den Medien tritt Wirth zum Teil als Interviewpartner, aber auch als Verfasser von wissenschaftlichen Beiträgen unter anderem zum Thema „Narzissmus in der Politik“ auf. Er schrieb über politische Entscheidungsträger wie Andrea Ypsilanti, Karl-Theodor zu Guttenberg, die britischen Politiker Boris Johnson und David Cameron sowie Donald Trump. Im Jahr 2002 schrieb er sein Buch über Narzissmus und Macht mit Analysen über Uwe Barschel, Helmut Kohl, Joschka Fischer und Slobodan Milošević, das 2011 in vierter Auflage erschienen ist.
Im Zusammenhang mit Putins Angriffskrieg auf die Ukraine äußerte Wirth sich im Interview mit dem Tagesspiegel zu dessen Persönlichkeitsstruktur. Das emotionslos-„coole“ Auftreten sei teils persönlichkeitsbedingt, teils gespielt. „Aber betrachtet man ihn jetzt genauer, hat sein Pokerface Risse bekommen, die Gesichtszüge entgleiten ihm häufiger, seine Aggressivität, seine Wut und sein Hass werden spürbar. Das ist es, was sich hinter dem zynisch wirkenden Lächeln verbirgt.“ Im Laufe seiner Karriere habe Putin krankhafte Züge entwickelt: übertriebenes Misstrauen, eine „überwertige Verschwörungstheorie, eine Art von politischer Paranoia“. Bei ihm gebe es keine Trennung von Person und Amt. Putin habe wohl den Zerfall des sowjetischen Imperiums als tiefe Kränkung von traumatischer Qualität erlebt. „Er hat quasi die kollektive Kränkung des nationalen Großgruppen-Narzissmus in sich aufgenommen und ausgelebt.“ Die indirekte Drohung mit dem Einsatz von Atomwaffen zeige das Selbstdestruktive bei Putin, das die Zerstörung der eigenen Nation in einer Art erweitertem Selbstmord gegebenenfalls in Kauf zu nehmen bereit sei.

## Publikationen
- Hitlers Enkel oder Kinder der Demokratie? Die 68er, die RAF und die Fischer-Debatte. Psychosozial, Gießen 2001, ISBN 978-3-89806-089-9.
- Das Rätsel der Sphinx. Sigmund Freuds Einfluss auf die Kultur. Psychosozial, Gießen 2006, ISBN 3-89806-457-3.
- Narzissmus und Macht. Zur Psychoanalyse seelischer Störungen in der Politik (= Psyche und Gesellschaft). 4. korrigierte  Auflage. Psychosozial-Verlag, Gießen 2011, ISBN 978-3-8379-2152-6 (psychosozial-verlag.de [abgerufen am 11. März 2022] Erstausgabe:  2002, beim Verlag mit Inhaltsverzeichnis, Rezensionen und Leseprobe): „Mit Hilfe detaillierter Fallstudien – Uwe Barschel, Helmut Kohl, Joschka Fischer und Slobodan Milosevic – analysiert der Autor die Verflechtungen zwischen der individuellen Psychopathologie und den ethnischen, religiösen und kulturellen Identitätskonflikten der umgebenden Gruppe.“
- Narcissism and Power. Psychoanalysis of Mental Disorders in Politics. Psychosozial, Gießen 2009, ISBN 978-3-89806-480-4.
- 9/11 as a Collective Trauma and other Essays on Psychoanalysis and Society. Psychosozial, Gießen 2004, ISBN 3-89806-372-0.
- Zusammen mit Thomas Auchter: Der 11. September. Psychoanalytische, psychosoziale und psychohistorische Analysen zu Trauma und Terror. Psychosozial, Gießen 2003
- Zusammen mit Wolfgang Milch: Psychosomatik und Kleinkindforschung. Psychosozial, Gießen 1999, ISBN 3-89806-213-9.
- Zusammen mit Inge Prokot (Hrsg.): „Freud“ an Freud. 100 Portraits von Inge Prokot. Psychosozial, Gießen 2006, ISBN 978-3-89806-573-3.
- Zusammen mit Johann August Schülein (Hrsg.): Analytische Sozialpsychologie. Klassische und neuere Perspektiven. Psychosozial, Gießen 2011, ISBN 978-3-8379-2130-4.
- Zusammen mit mehreren Herausgebern: Wiederkehr des Verdrängten. Psychosozial, Gießen 2020, ISBN 978-3-8379-2938-6.